# Ryu Hyo-young
Ryu Hyo-young (hangul: 류효영; rr: Ryu Hyo-yeong; MR: Ryu Hyo-yŏng; nascida em 22 de abril de 1993), mais frequentemente creditada apenas como Hyoyoung (hangul: 효영), é uma cantora e atriz sul-coreana. Ela ficou popularmente conhecida por ter sido integrante dos grupos Coed School e F-ve Dolls. 

## Biografia
Hyoyoung nasceu em 22 de Abril de 1993 em Gwangju, Coreia do Sul. Ela é irmã gêmea de Hwayoung, ex-integrante do grupo feminino T-ara. Hyoyoung foi observada depois que ela e sua irmã Hwayoung fizeram uma aparição no show de variedades da SBS, Star King. Depois dessa aparição, Hyoyoung e Hwayoung foram recrutadas pela Core Contents Media (atual MBK Entertainment). Elas planejaram estrear no girl group T-ara, mas a gravadora mudou de ideia e só escolheu Hwayoung para estrear no T-ara. Mais tarde, Hyoyoung estreou no Coed School.

## Carreira

### 2010–2015: Coed School, F-ve Dolls e atividades solo
Hyoyoung fez sua estreia como integrante do grupo Coed School em 2010. O grupo estreou oficialmente em 30 de setembro de 2010. Pouco depois, Hyoyoung foi confirmada para se juntar ao drama da KBS, Jungle Fish 2.
Em 2011, Hyoyoung juntou-se como uma integrante da unidade feminina de Coed School, F-ve Dolls. A unidade fez sua primeira performance em 17 de fevereiro do mesmo ano. A unidade mais tarde se tornou um grupo independente depois que a Core Contents Media anunciou que não havia planos para retornar com Coed School. Em novembro de 2011, a Core Contents Media anunciou que Hyoyoung tomaria uma pausa de suas atividades por algum tempo depois de ter machucado seu tornozelo. Em Julho de 2012, ela e sua irmã gemea HwaYoung, vitimizaram-se numa guerra de tweets contra o grupo T-ara, alegando que sua irmã havia sofrido bullying por parte das integrantes. Em outubro de 2012, confirmou-se que Hyoyoung participaria do novo drama da KBS, School 2013.

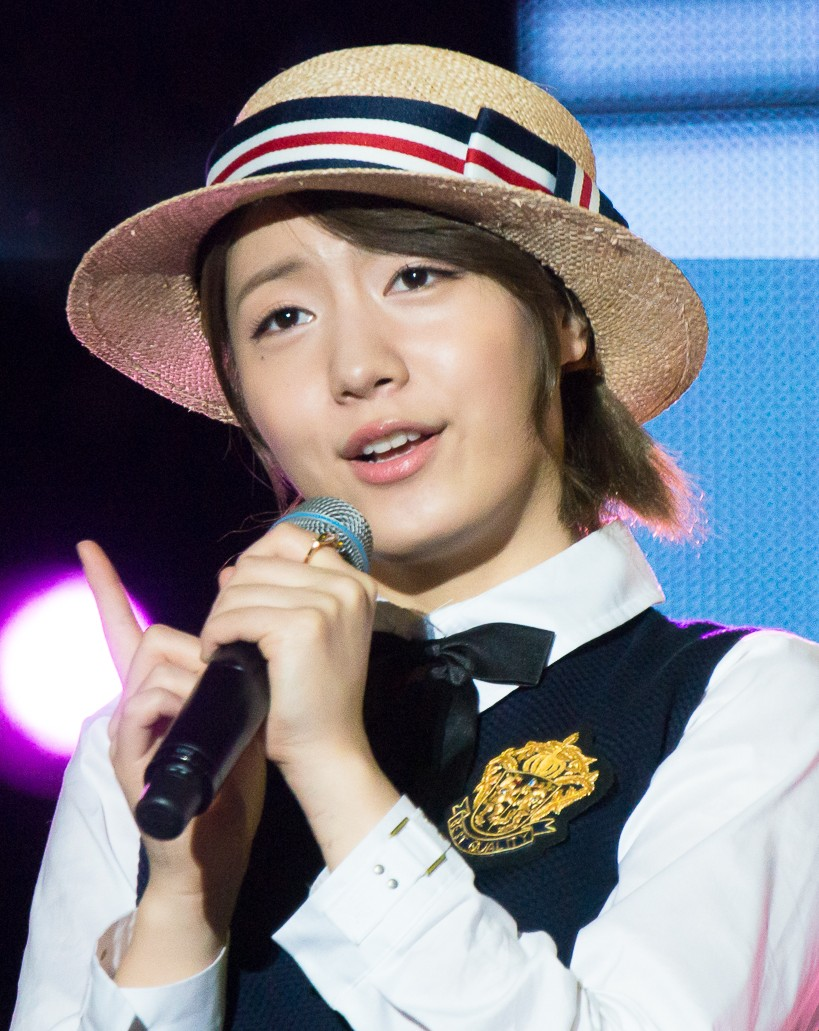
Hyoyoung se apresentando no Show Music Core Chuseok Special, em 14 de setembro de 2013.

Em meados de 2014, foi relatado que F-ve Dolls se separou depois que sua gravadora removeu sua página de perfil no site da agência, mas sua agência não confirmou o ocorrido. Em 10 de março de 2015 a MBK Entertainment confirmou mais tarde que F-ve Dolls decidiu se separar após a expiração dos contratos das integrantes com a agência. Em agosto de 2015, após a separação do F-ve Dolls, foi relatado que Hyoyoung pediu para encerrar seu contrato com a 
MBK Entertainment.

### 2016–presente: Carreira na atuação
Em março de 2016, foi confirmado que seu pedido de rescisão do contrato com a MBK Entertainment foi aceito. Em agosto de 2016, Hyoyoung assinou contrato exclusivo com a agência de atores Y Team Company. Ela foi confirmada para liderar como personagem principal no drama da MBC, Golden Pouch.

### 2017: a descorberta da farsa
Em Fevereiro de 2017, um ex-staff do T-ara abriu o jogo da polêmica do bullying após assistir HyoYoung e HwaYoung se vitimizarem num talkshow de taxi. No meio de tudo o que foi exposto e comprovado, HyoYoung ameaçou agredir AhReum do T-ara por motivos de AhReum não obedecer sua "unnie" e reclamar com a MBK de todos os problemas citados na polêmica. A empresa atual de HyoYoung confirmou a história.

## Filmografia

### Dramas
| Ano     | Título                                          | Emissora | Papel                     | Notas           |
| ------- | ----------------------------------------------- | -------- | ------------------------- | --------------- |
| 2010    | Jungle Fish 2                                   | KBS2     | Jung Yoomi                | Papel de apoio  |
| 2011    | The Greatest Love                               | MBC      | Harumi                    | Papel de apoio  |
| 2012-13 | School 2013                                     | KBS2     | Lee Kangjoo               | Papel de apoio  |
| 2014    | Wild Chives and Soy Bean Soup: 12 Years Reunion | jTBC     | Joo Dahae                 | Papel principal |
| 2014-15 | Family Secrets                                  | tvN      | Ko Eunbyul / Baek Soojung | Papel principal |
| 2016    | Golden Pouch                                    | MBC      | Geum Seolhwa              | Papel principal |

### Show de variedades
| Ano  | Título                    | Emissora | Papel       | Notas            |
| ---- | ------------------------- | -------- | ----------- | ---------------- |
| 2010 | Star King                 | SBS      | Concorrente | com Hwayoung     |
| 2010 | Enjoy Today               | MBC      | Convidada   |                  |
| 2010 | Star Golden Bell          | KBS2     | Convidada   |                  |
| 2010 | Radio Star                | MBC      | Convidada   | Episódio 208-209 |
| 2011 | Bouquet                   | MBC      | Convidada   | Episódio 30      |
| 2012 | T-ara's Star Life Theater | KBS2     | Convidada   | Episódio 2       |
| 2013 | School 2013 Special       | KBS2     | Convidada   |                  |
| 2013 | Beatles Code 2            | Mnet     | Convidada   |                  |

### Aparições em vídeos musicais
| Ano  | Título                    | Artista   | Notas            |
| ---- | ------------------------- | --------- | ---------------- |
| 2012 | "Lovey-Dovey" zombie ver. | T-ara     | com Coed School  |
| 2012 | "Lovey-Dovey Plus" ver. 1 | Speed     | com Ryu Hwayoung |
| 2012 | "Lovey-Dovey Plus" ver. 2 | Speed     |                  |
| 2013 | "Turtle"                  | Davichi   |                  |
| 2016 | "Saying with Love"        | Im Dohyuk |                  |